# 杜尔比
杜尔比（法語：Dourbies，法語發音：[duʁbi]）是法国加尔省的一个市镇，属于勒维冈区。

## 地理
杜尔比（44°3'51"N, 3°26'48"E）面积60.88 平方千米，位于法国奧克西塔尼大區加尔省，该省份为法国南部沿海省份，南端濒地中海，北起顺时针与阿尔代什省、沃克吕兹省、罗讷河口省、埃罗省、阿韦龙省和洛泽尔省接壤。
与杜尔比接壤的市镇（或旧市镇、城区）包括：圣让迪布吕埃勒、索克利耶尔、阿尔宗、阿尔菲、阿里加斯、欧姆萨斯、拉尼埃若勒、圣索沃尔-康普里约、特雷沃、布雷欧-马尔斯、瓦勒代古阿勒。

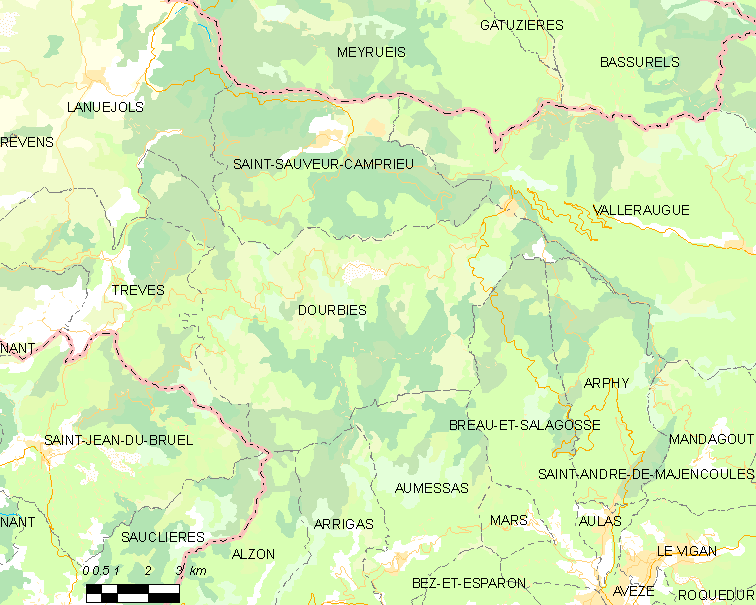
杜尔比的OSM定位图

杜尔比的时区为UTC+01:00、UTC+02:00（夏令时）。

## 行政
杜尔比的邮政编码为30750，INSEE市镇编码为30105。

## 政治
杜尔比所属的省级选区为勒维冈县。

## 人口

1962-2008年间杜尔比人口变化图示

杜尔比于2022年1月1日时的人口数量为157人。